# Османська імперія в Першій світовій війні
Османська імперія вступила в Першу світову війну 2 листопада 1914 року в складі Центральних держав. У жовтні 1914 року османи вчинили провокацію в Чорному морі, обстрілявши російські порти. В листопаді російський уряд оголосив війну Османській імперії, внаслідок чого вона вступила в Першу світову війну.

## Передумови

### Молодотурецька революціяімолодотурки

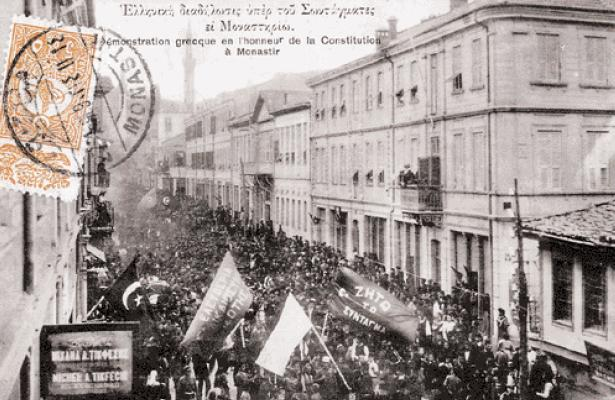
Грецька демонстрація в Бітоле на честь відновлення конституції. 1908.

Слабкість Османської імперії та султана змусили студентів та курсантів повстати проти уряду. Молодотурками була створена таємна організація з підготовки революції. У 1908 році вони скинули султана Абдула-Хаміда II і захопили владу. Після встановлення влади молодотурки утворили політичну партію «Єднання і прогрес». Проте лише в 1909 році султан був відправлений на заслання, його замінив Мехмед V. Молодотурки дотримувалися ліберальних ідей. Вони продовжили процес реформ в Османській імперії: відкрили школи для жінок і внесли в законодавство їхні права. З поваленням султана Абдул-Хаміда II закінчилося абсолютне правління монарха в Османській імперії, була затверджена конституція, а також встановлено ліберальний уряд. Молодотурки були османськими націоналістами. Гаслом тих днів стало «Туреччина для турків!» і відтоді не віталася багатонаціональна Османська держава. Реформи, проведені ними, лише обмежили вплив на Османську імперію до початку Першої світової війни.

### Італійсько-турецька війна
28 вересня 1911 року Королівство Італія вторглося до Лівії з метою зробити її своєю колонією. Енвер-бей і Мустафа Кемаль-паша прибувають до Лівії і починають організацію партизанських загонів, щоб зупинити просування вглиб країни італійців. В цілому, ця війна показала слабкість Османської імперії і послужила для об'єднання багатьох держав, що перебували під османським ярмом.

### Балканські війни

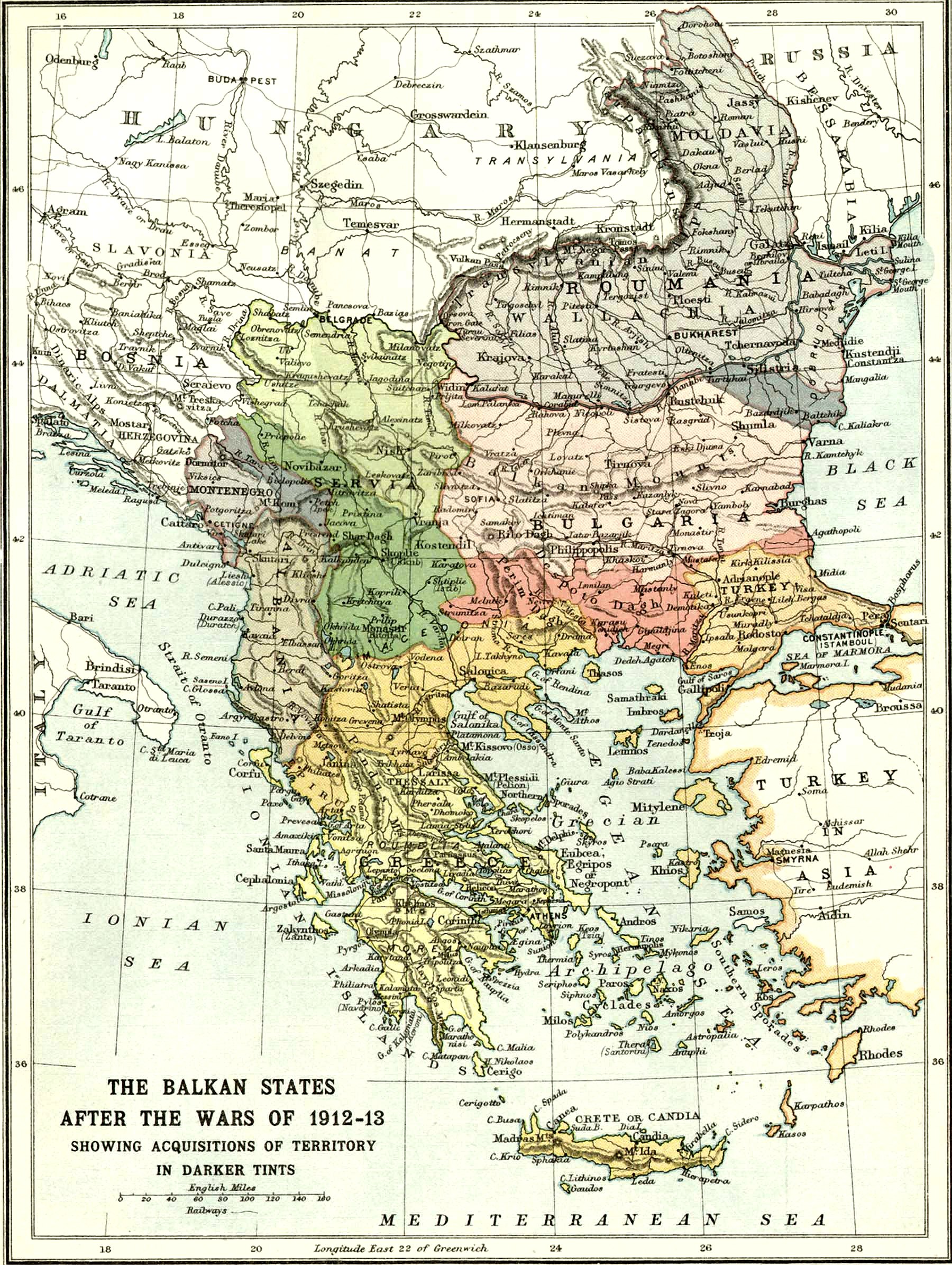
Політична карта балканських держав після Балканських війн

9 жовтня Королівство Чорногорія оголосила війну Османській імперії. Слідом за нею, 17 жовтня, оголосили війну Османській імперії Болгарське царство і Королівство Сербія, а 18 жовтня — Грецьке королівство. У цій війні Німецька імперія виступила як союзник османів, а Французька республіка як союзник Королівства Сербія. Османська імперія зазнавала поразку за поразкою. У жовтні того ж року османські сили відступили на лінію Чаталджа, недалеко від Стамбула. 4 листопада Албанія оголосила незалежність і вступила у війну з Османською імперією. 3 грудня Мехмед V і урядовий міністр Мухтар-паша запросили перемир'я. Того ж дня в Лондоні зібралася конференція з делегатів Османської імперії і союзних держав, але переговори провалилися. 20 грудня, повернувшись до столиці, Енвер-паша очолив страйк студентів. Уряд здав ворогам Едірне, відоме як Адріанополь. На початку січня Енвер-паша влаштував ще один антиурядовий переворот. Це був період загальнонаціонального виживання. Енвер і його прихильники вимагали абсолютної влади і повернення Османській імперії Едірне.
Болгарське царство, Королівство Сербія і Грецьке королівство розпочали боротьбу між собою за території. Війни закінчилися захопленням Енвер-пашею Едірного і повним виснаженням Османської імперії. Режим Енвер-бея, ставши управляти державою, відмовився від контролю над частиною Албанії. Він втратив Македонію і Салоніки, що відійшли Королівству Греція. Османська імперія на заході отримала кордони сучасної Туреччини.

## Початок співпраці з Німецькою імперією
На Османську імперію велику увагу звертала кайзерівська Німеччина, на яку, в свою чергу, впливала Російська імперія. Османська імперія бачила в Німеччині ту країну, яка здатна допомогти їй повернути втрачені території, тому вона приєдналася до Центральних держав. Німецька імперія стала підтримувати османів у кінці 19 — початку 20 століття. Після поразки від Італії та балканських держав у 1911—1913 рр. молодотурки почали шукати військову підтримку. У 1913 році німці відправили в Стамбул місію на чолі з генералом Ліманом фон Сандерсом. 2 серпня 1914 року був підписаний секретний німецько-османській договір. 3 серпня Османська імперія заявила про нейтралітет у війні.

### Первинні підсумки
Іноземні загрози завадили молодотуркам зосередитися на реформах всередині країни. Османська імперія ослабла через війну з Італією (1911—1912) і Балканські війни (1912—1913). Остаточно молодотурки захопили владу під час другої Балканської війни.

## Ситуація перед війною

### Військові плани
Головнокомандувач німецької військової місії полковник Бронзарт фон Шеллендорф закінчив початковий план кампанії османської армії 7 червня 1914. Цей план був підготовлений до початку Першої світової війни, а значить, відображав поточну на той момент ситуацію і відносився до ще однієї можливої загрози з Балкан, а не майбутньої війни. А також до можливої війни з Росією, якщо вона підтримає балканські країни.
Згідно з планом Шеллендорфа османські війська повинні були розташовуватися поблизу грецьких і болгарських кордонів. Армія Османської імперії могла була вести лише спостереження за арміями противника, утримуючись від провокацій ворога і/або наступальних операцій. Велика частина військ розгорталася в Східній Анатолії і, якщо можливо, мала вести наступ проти росіян. Також велику увагу повинно було приділятися захисту Стамбула і проток. Укріплені райони Едірне і Чаталджа призначалися для захисту дороги, що веде в столицю Османської імперії і по території, по якій повинні були прибувати додаткові сили з Сирії та Месопотамії. Основна частина сил буде розташовуватися в укріпрайоні Чаталджа.
Після липневих подій 1914 року план довелося переглянути через зміну ситуації. Після договору з Німецькою імперією, укладеного 2 серпня 1914, підписаний пакт з Болгарським царством. Оскільки Османська імперія стала членом блоку Центральних держав, її ворогом стала не тільки Російська імперія, а й Антанта. Наступальна операція проти Румунського королівства та Королівства Сербія могла спровокувати напад Російської імперії на Кавказі і в Східній Анатолії, який мав шанси на успіх, тому що османські сили будуть зайняті на заході. Аналогічно наступ османів в Єгипті проти британців може бути успішним, так як Велика Британія буде втягнута у війну в Європі.
У відповідь на кардинальні зміни Бронзарт фон Шеллендорф приступив до переробки плану і закінчив його 6 вересня 1914. 4-а армія повинна була атакувати Єгипет, а 3-я — вести наступ у Східній Анатолії.
Не всі в османської армії були згідні з фон Шеллендорфом. Ще 4 вересня 1914 року 2-й заступник начальника генерального штабу Хафиз Хакки представив свій військовий план, який був більш агресивним. Згідно з цим планом османські війська мали бути направлені зі Стамбула і Фракії в східну частину узбережжя Чорного моря, де вони повинні були воювати проти росіян, у яких, як сподівався Хафиз Хакки, буде повна деморалізація після поразки на Східному фронті. Хафиз Хакки переглянув план в жовтні, який тепер передбачав дії Румунського королівства та Болгарського царства проти Королівства Сербія, а також атаку османами Суецького каналу і наступ в Персії. Плани Хафиза Хакки були грандіозні, але вони були відкладені через брак ресурсів.
У зв'язку з війною, що почалася в Європі, османський генштаб скористався планом фон Шеллендорфа.

## Відсутність коштів
Відсутність коштів і озброєння не дозволяла реалізувати плани проведення війни. Імперія настільки ослабла від воєн, що була вже не в змозі воювати. Крім браку засобів, їй не вистачало фінансів, а її промисловість була розвинена слабо. Також залізничний зв'язок і комунікації були розвинені слабо, а їх побудова була неможливою.
Основною проблемою був брак людської сили. Передбачувана чисельність населення Османської імперії до початку війни становила близько 25 млн осіб, з яких 19 млн — османи, 6000000 — араби, 1 500 000 — курди, 1 500 000 — греки та 1 000 000 — вірмени. Люди не османського походження не могли бути законними підданими імперії, тому що виконували обслуговування військової машини. Тим не менш, вони не були надійними складовими армії.
Основними проблемами були також транспорт і комунікації, що вкрай ускладнювало ведення війни імперії з добре оснащеними націями. Постачання армії Османської імперії сильно залежало як від звичайних доріг, так і від залізничних. У цьому відношенні морський транспорт краще б справлявся з цим завданням, однак для його використання османи повинні були мати потужний ВМФ.
Телеграфна система була розвинена добре в Османській імперії. Було прокладено 55 383 кілометра телеграфних ліній і 11 027 кілометрів залізниць. Але ця система не могла повністю задовольнити потреби армії, що виникли на початку війни. Бездротова система була розроблена в кінці війни і не мала широкого розповсюдження. З іншого боку послуги телефонного зв'язку були доступні лише в Стамбулі, однак, вона не була поширена на османських фронтах, за винятком Дарданельської ділянки фронту.
З економічної та фінансової точки зору Османська імперія не належала до країн, які розвивалися в нових умовах, створених промисловою революцією в Європі і накопиченням капіталу. Країна страждала не тільки від збільшення дефіциту бюджету, а й від зовнішньої заборгованості. Вона намагалася не відставати у промисловому відношенні від добре розвинених промислових країн з відсутністю промислового обладнання та засобів і залежала в більшій частині від імпорту Німецької імперії та Австро-Угорської імперії.

## Мобілізація
Мобілізація військ була найбільш складним завданням напередодні війни. Перед Першою світовою війною в османську армію були призвані чоловіки 1891, 1892 і 1893 років народження чисельністю 200 тисяч солдатів і 8000 офіцерів. В армії служили 2 роки в піхоті і кавалерії та 3 роки в артилерії. Всі чоловіки імперії, що були османами, підлягали призову — вони мобілізувалися в 20 років і служили в армії до 25 років. Мобілізація проходила за наказом.
Наказ про мобілізацію був виданий 2 серпня 1914. Мобілізувалося всі чоловіки, за винятком VII єменського полку, 21-ї азірської дивізії і 22-ї хиджазської дивізії. 3 серпня почалася загальна мобілізація. Люди, народжені між 1875 і 1890 роками, призивалися в резервні частини, а народжені в 1868—1874 роках були покликані в загони місцевої оборони. У кожній віковій річній групі налічувалося по 90 тисяч новобранців. За підрахунком генштабу Османської імперії повторному призову підлягало ще близько 1 000 000 чоловік, реквізуванню — 210 000 тварин. В мобільну польову армію було включено 460 000 призовників, 14 500 офіцерів і 160 тисяч тварин, жандармерія складалася з 42 000 жандармів, прикордонників і мулів. Решта солдат була покликана служити в гарнізонах фортець, на території прибережних укріплень, займатися підтримкою в робочому стані зв'язку і транспорту.
На заклик до зброї населення відреагувало і незабаром генеральний штаб підрахував, що в армію було призвано в кілька разів більше людей, ніж передбачалося. Через це деякі старі чоловіки, призвані в армію, були відправлені назад додому, щоб у майбутньому викликати їх при крайній необхідності. В Османській імперії не було належної системи інспектування населення і тому процес вербування в армію був великою проблемою, хоча нестачі чоловіків не було.
Але були й інші проблеми. В першу чергу, між мобілізаційним управлінням генштабу і Військовим міністерством Османської імперії була відсутня узгодженість у діях. Більш того, німецька військова місія робила все можливе, щоб тримати цей процес під контролем з метою страховки, щоб османська армія мобілізувала людей таким способом, який вигідний для Німецької імперії. Незважаючи на всі труднощі і брак продовольства, мобілізація, що тривала 53 дні, була закінчена 25 вересня 1914. Вона зайняла більше часу, ніж мобілізація Балканської війни, що тривала 40-45 днів, але була більш продуктивна. Завдяки мобілізації були повністю заповнені ряди османської армії і чисельність армії стала такою ж як до Балканських воєн. Однак, незважаючи на повний процес реорганізації Османської армії, її організованість була далекою в порівнянні з довоєнним часом. 14 з 36 піхотних дивізій знаходилися в серпні 1914 року в процесі відновлення, в той час як 8 дивізій пройшло передислокацію протягом 1914 року. Загальна ефективність нових підрозділів була дуже низькою.

## Вступ в Першу світову війну
27 липня Австро-Угорська імперія розірвала дипломатичні відносини з Королівством Сербія, а 28 оголосила їй війну. 1 серпня «Гьобен», не закінчивши лагодження двигуна, відійшов від Поли, щоб з'єднатися з крейсером «Бреслау». Досягнувши Сицилії, вони зупинилися на ремонт. 3 серпня адмірал Сушон, відходячи на «Гьобені» від західного узбережжя Сицилії, отримав звістку про те, що Німецька імперія оголосила війну Франції. Продовживши рух до Атлантичного океану, Сушон отримав наказ, згідно з яким він повинен був зробити розворот і йти в Стамбул (Османська імперія).
4 серпня, обстрілявши французькі порти Скікду і Аннабу, німецькі крейсера почали підготовку до відплиття. Але не маючи достатньо палива, Сушон був змушений повернутися в Королівство Італія, де поповнив запаси вугілля. Взявши курс на південь Сицилії, де знаходився британський флот, вони знову поповнили запаси вугілля в Мессіні. Знаючи, що вони можуть бути в будь-який момент потоплені британським флотом, який їх переслідував, німці до вечора 4 серпня, знаходячись ще біля берегів Сицилії, вийшли з поля зору британців.
«Гьобен» і «Бреслау» вийшли з порту, розраховуючи, що вони будуть атаковані британськими судами адмірала А. Мілна. Однак в гавані Мессіни знаходився лише один британський корабель — легкий крейсер «Глостер», на якому був виставлений караул. Помітивши втікачів з «Гьобена» і «Бреслау», караул «Глостера» доніс Мілну, що німці попрямували на схід.
«Глостер» рушив за «Гьобеном» і «Бреслау». На повній швидкості «Гьобен» і «Бреслау» відкрили вогонь по «Глостеру», при цьому намагаючись створити перешкоди радіотелеграфного зв'язку до нього.
Наступного ранку «Глостер», наблизившись до «Гьобену», відкрив по ньому вогонь і в результаті був обстріляний. Однак, обидва кораблі не постраждали. Обережно Сушон вивів корабель із бою, продовживши рух до Османської імперії, сподіваючись відірватися від «Глостера», а також поповнити запаси вугілля в Егейському морі.
Впевнений, що німецькі крейсери потрапили в оточення, адмірал Мілн наказав припинити переслідування. Не підозрюючи, що Німецька імперія може співпрацювати з Османською, Мілн відправив кілька кораблів на південний схід для захисту Суецького каналу від можливої атаки німців. О 17:00 10 серпня «Гьобен» і «Бреслау» увійшли в гавань Стамбула. Згідно з наказом адмірал Сушон повинен був за всяку ціну пробитися в порт, якщо це буде потрібно.
У Стамбулі німецькі та британські дипломати таємно зустрічалися з членами османського уряду. Після того, як німецькі дипломати дізналися про прибуття «Гьобена» і «Бреслау», вони повідомили османський уряд про це, завдяки чому кораблі змогли увійти в гавань. Незабаром до кораблів адмірала Сушона попрямував маленький човен, який провів їх через мінні поля, які захищали гавань, і благополучно увійшов у гавань. Кілька днів раніше Велика Британія, стурбована початком війни, відмовилася поставляти 2 нових лінкори османам. Тому німці запропонували османам поставку кораблів, продавши при цьому «Гьобен» і «Бреслау».
Після декількох годин переговорів османи погодилися купити «Гьобен» і «Бреслау», а також на поставку кораблів з Німецької імперії. Після покупки кораблі були перейменовані в «Явуз Султан Селім» і «Меділі». Екіпаж при цьому залишився складатися з німців. Вільгельм Сушон був призначений командувачем османського флоту.
30 жовтня Османська імперія офіційно вступила в Першу світову війну в складі блоку Центральних держав.

## Перша світова війна

### Закавказзя

#### 1914

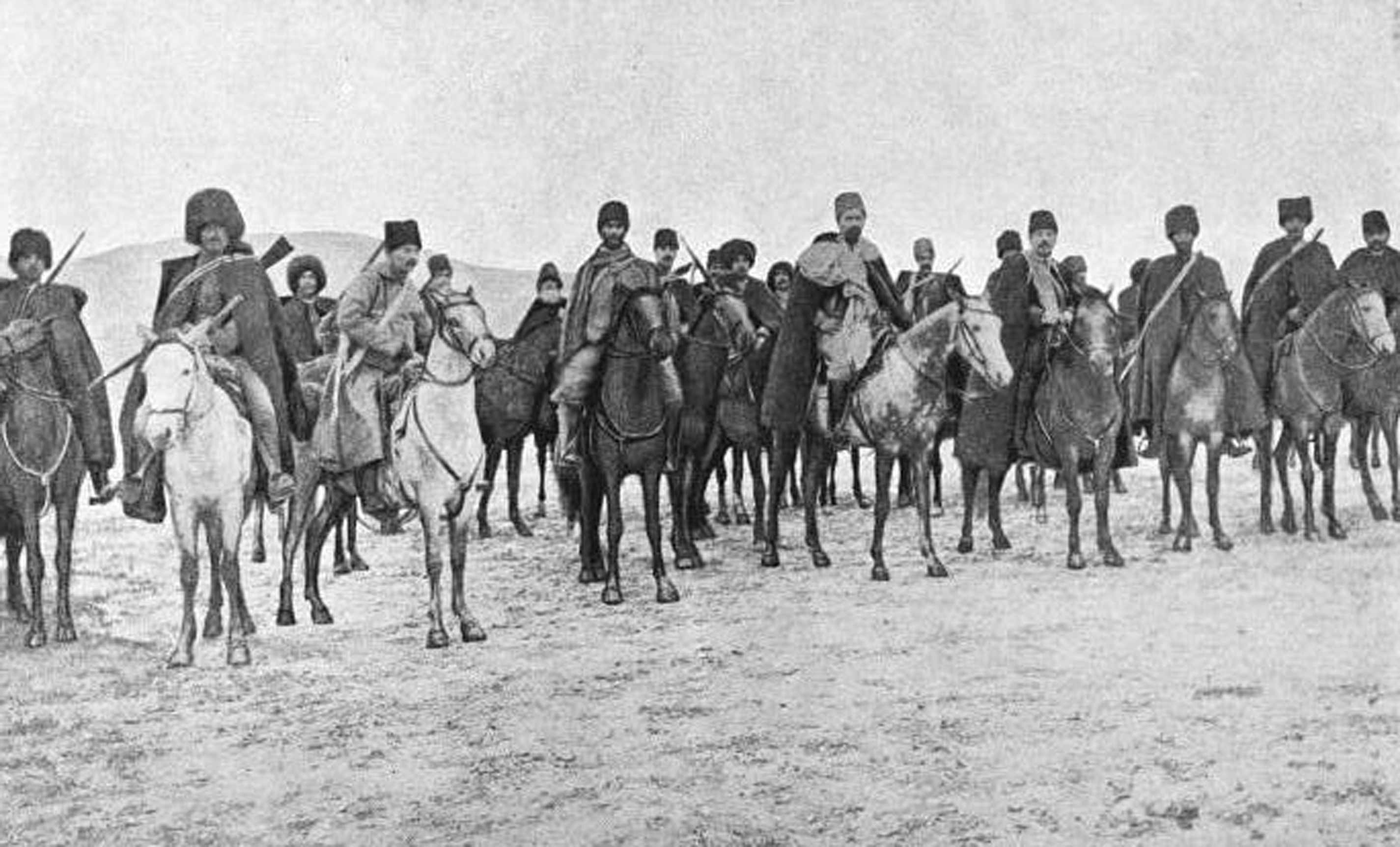
Вірменські добровольці, 1914 р.

19 жовтня 1914 османські війська вторглися на територію Батумської області Російської імперії. 29 жовтня османські та німецькі крейсери «Явуз Султан Селім» і «Меділі» обстріляли Одесу, Севастополь, Феодосію, Новоросійськ.
2 листопада 1914 (за іншою версією — 5 листопада) Російська імперія оголосила війну Османській імперії. Таким чином, Османська імперія вступила в Першу світову війну. 5 листопада (за іншою версією — 6 листопада) війну Османській імперії оголосили Британська імперія і Французька республіка. 14 листопада 1914 молодотурецький уряд офіційно заявив про початок війни з Францією та Великою Британією.
У листопаді 1914 флот Османської імперії блокував Босфор і Дарданелли, тим самим запобігши експорту пшениці з Російської імперії в Європу і поставку вантажів від союзників.
З початком військових дій на російсько-османському кордоні перевага чисельності був у росіян. Кавказька армія І. І. Воронцова-Дашкова налічувала 170 тисяч чоловік, а третя османська армія Хасана Іззета була ненабагато меншою і включала неблагонадійні курдські кавалерійські частини. Російські війська атакували османів. Їх I Кавказький корпус під командуванням генерала Г. Е. Берхмана просунувся в долину річки Аракс і захопив місто Кьопрюкьой приблизно на півдорозі від кордону до Ерзерума, але потім знову відступив.
На початку грудня 1914 Енвер-паша і начальник генштабу Османської імперії полковник Хафиз Хакки прийняли рішення про початок великого наступу проти Кавказької армії.
Побоюючись, що вірмени вступлять у війну на боці росіян, османи почали геноцид вірмен в Східній Анатолії (Західній Вірменії), жертвами якого стали близько півтора мільйона вірмен. 22 грудня 1914 Енвер-паша прийняв командування 3-ю османською армією і змістив начальника Німецької військової місії Отто Лімана фон Сандерса й інших людей, незадоволених військовим планом. У той же день Енвер-паша почав погано спланований наступ проти росіян на Кавказі, марно сподіваючись, що чисельність османської армії сприятиме виникненню повстання тюркомовних жителів проти росіян. Поки один османський корпус намагався скувати сили росіян, два інших почали фланговий перехід через снігові гори на північ від долини Аракса і в кінцевому підсумку досягли міста Сарикамиш. 29 грудня османи зробили спробу наступу і увійшли до Вірменії. Однак замість планованого тривалого наступу османам довелося відступити до озера Ван.

#### 1915

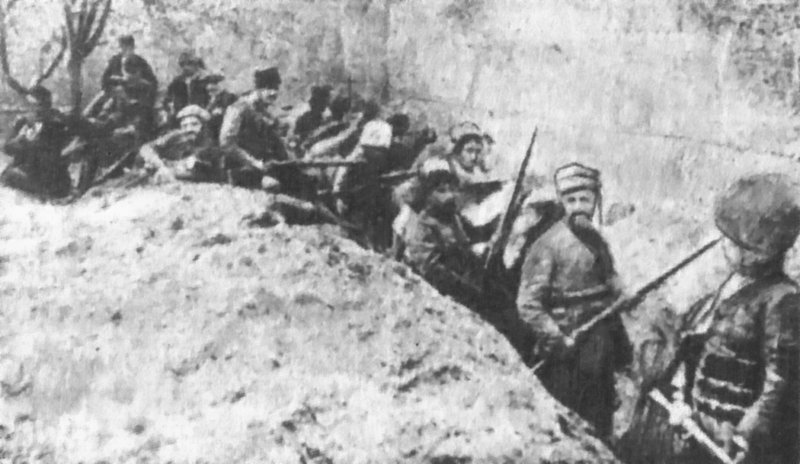
Вірменські війська, що обороняють Ван, весна 1915 р.

2 січня 1915 російські війська почали контрнаступ на Кавказі. Після десяти днів безрезультатних боїв, масивного тиску з боку Російської імперії і настанням сильних холодів, 4 січня 1915 Енвер-паша віддав наказ про загальний відступ. Протягом наступних боїв три османські дивізії втратили більшу частину своєї чисельності і все озброєння. За цей період османи втратили більше 50 000 чоловік, включаючи 33 000 вбитими, 10 000 пораненими і 7 000 полоненими. Серед тих, хто потрапив у полон, був один командир корпусу — Алі Ісхан-паша і 3 командира дивізії. Через кілька місяців Алі Ісхан втік з полону. Втрати росіян були значно нижчими.
У січні 1915 року закінчилася перемогою росіян Сарикамиська битва. Енвер-паша і Бронзарт фон Шеллендорф покинули фронт і прибули в Стамбул. 13 січня османи вторглися в Тебриз. У той же день Британська військова Рада затверджує план Дарданелльської операції. 14 січня 1915 російські війська залишили Тебриз.
На початку 1915 року на півдні Персії спалахнуло антибританське повстання бахтіарських племен. Вони зруйнували частину нафтопроводу Британсько-Перської нафтової компанії.
Влітку 1915 року османські війська зробили Алашкертську наступальну операцію. Операція була виграна росіянами, османи були відкинуті і російська армія перейшла в наступ в загальному напрямку на Ван.
Завдяки повстанню в Персії османські війська до осені 1915 увійшли в Керманшах і Хамадан. У Персії все посилювався вплив Центральних держав — в основному — османів і німців. У відповідь на це Російська і Британська імперії відправили до Персії нові війська. Британські війська змогли відкинути османів і бахтіар від нафтових родовищ.
У жовтні 1915 російські війська на Кавказі були об'єднані в Кавказький фронт.
Під командуванням нового командира М. М. Юденича Кавказька армія перебувала більшу частину 1915 року, зміцнюючи завойовані території і просуваючись на захід в деяких регіонах.

#### 1916

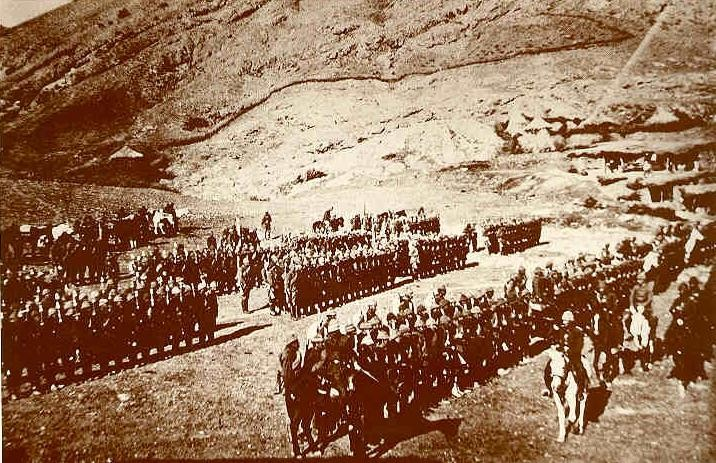
Мустафа Кемаль Ататюрк в Бітлісі. 30 березня 1916 р.

2 січня закінчилася Ерзурумська операція, в результаті чого росіяни прорвали османський фронт і оволоділи Ерзерумом. 10 січня 1916, несподівано для османів, Юденич почав наступ в долині Аракса, і в цілому, у всьому Закавказзі. 3-я османська армія, очолювана з березня 1915 Махмутом Каміль-пашею, через кілька тижнів боїв у середині лютого 1916 року була змушена відступити від Ерзурума, втративши при цьому тисячі людей і сотні одиниць артилерії. Незважаючи на підкріплення, у тому числі 5-й корпус, спішно відправлений на фронт, вони прибували туди протягом декількох тижнів. В результаті Юденич продовжував наступати.
18 квітня його війська за сприяння російського флоту захопили чорноморський порт Трабзон, тим самим позбавивши османів важливої матеріально-технічної бази. Під командуванням нового командира — Мехмета Вехіп-паші, 3-я османська армія у другій половині червня провела кілька контратак, що увінчалися успіхом. Але в липні 1916 року росіяни контратакували османів, взявши 16 липня Байбурт, а 27 липня Ерзінджан. Після болісного маршу в серпні з Фракії в Діярбакир кількох корпусів 2-ї армії Ахмеда Іззет-паші на Кавказький фронт, османи з новими силами атакували росіян, але це ні до чого не привело.
Взимку 1916 османські війська зазнали серйозних втрат, а 3-я османська армія була повністю розгромлена росіянами.

#### 1917
У 1917 році військові зусилля росіян ослабли, особливо після двох революцій, що було приємною несподіванкою для османів. Однак поки на Східному фронті посилювалися антиурядові настрої і більшовицька пропаганда, в Кавказької армії М. О. Пржевальського бойовий дух солдатів залишався стабільний. Коли Петроград перейшов під владу більшовиків, 18 грудня 1917 вони уклали мирний договір з османами.

#### 1918

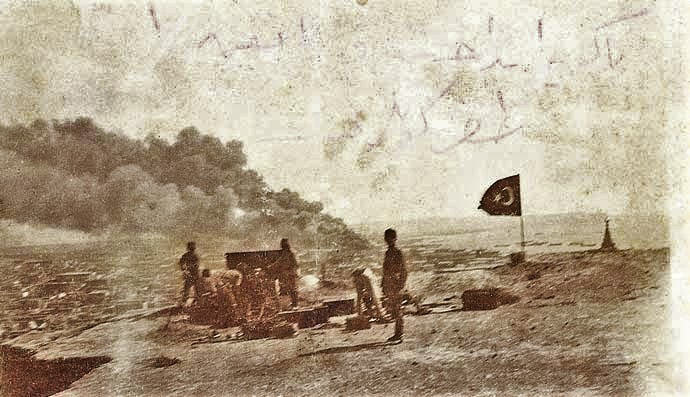
Кавказька ісламська армія під час Битви за Баку

Два місяці потому, 12 лютого 1918, 3 османських корпуси, проігнорувавши мирний договір, перейшли в наступ. Зустрічаючи лише зрідка опір, зокрема, з боку вірмен, через 6 тижнів османи досягли довоєнного кордону з Росією і з легкістю зайняли Ардахан, Карс і Батумі. Після короткої перерви, османи продовжили наступ в декількох напрямках.
25 травня 1918 в Гянджу прибув Нурі-паша Кіллігіль (молодший брат Енвер-паші) з групою офіцерів і приступив до формування Кавказької ісламської армії. У червні Національна рада Азербайджану звернувся за військовою допомогою до Османської імперії, яка задіяла в цих цілях Ісламську армію під командуванням Нурі-паші, до складу якої разом з прибулими 5-ю Кавказькою і 15-й Чанахгалінською османськими дивізіями увійшов Мусульманський корпус, сформований урядом Азербайджану. До кінця червня османське командування перекинуло до Гянджі додатково до 15 тис. аскерів. У боях під Геокчаєм 27 червня — 1 липня частини Кавказької ісламської армії розбили 1-й Кавказький корпус Червоної армії. Ініціатива повністю перейшла до Кавказької ісламської армії. 2 липня радянські частини залишили Ахсу, 10 липня, після триденних боїв, — Кюрдамир, 14 липня — станцію Керар і продовжували відходити вздовж залізниці. Протяжність фронту стала стрімко зростати, розтягуючи пошарпані частини бакинської Червоної армії. Вже в липні бої йшли на трьох напрямках — Шемахинському, Сельдіському і центральному — Кюрдамирському. Виснажені боями червоноармійці не могли довго оборонятися і почали відступати по всьому фронту слідом за втікаючими дашнакськими загонами. Лінія фронту стала швидко наближатися до Баку. У червні Кавказька ісламська армія, що складалася з османських дивізій і 10 000 азербайджанських міліціонерів, повела наступ до Каспійського моря і до кінця липня підійшла до Баку. Цей важливий нафтовий центр був захищений лише місцевими добровольцями і британцями, прибулими сюди 4 серпня з північної Персії. Після місячних боїв османська армія взяла Баку в ніч з 15 на 16 вересня 1918 року. Багато захисників міста врятувалися на кораблях, а Баку став столицею Азербайджанської Республіки.
Через шість місяців османи покинули Баку за Мудросським перемир'ям.

### Балкани

#### Дарданельська операція

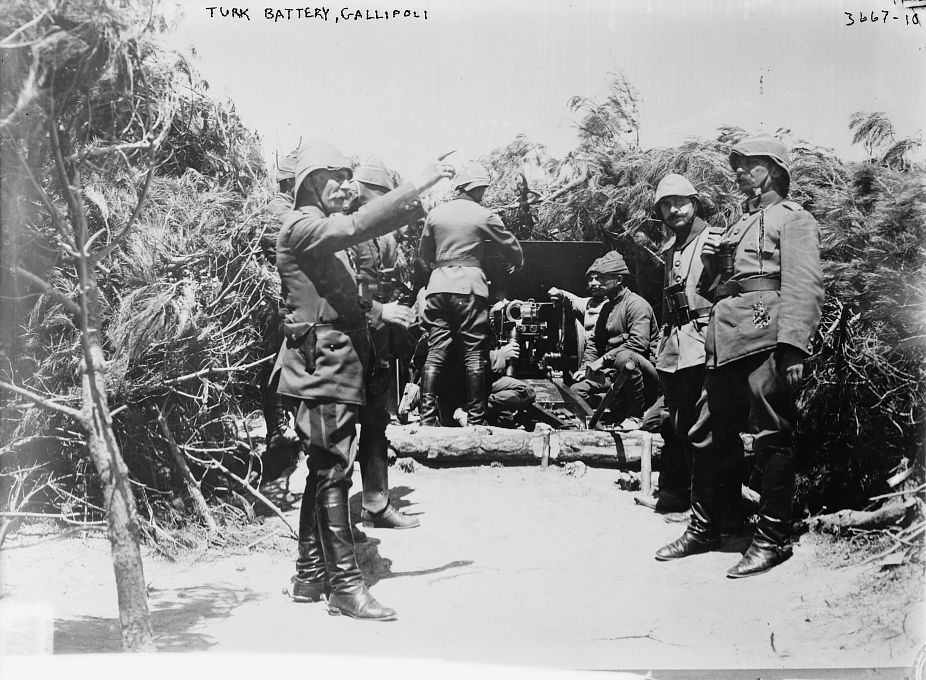
Мехмет Есат-паша і османська артилерійська батарея в Галліполі.

Зіткнувшись із застоєм на Західному фронті і звернувшись із закликом про допомогу до росіян у війні проти турків, британський уряд вирішив в січні 1915 року висадити десант на півострові Дарданелли, який міг посіяти в столиці Стамбулі повний хаос, і тим самим вивести Османську імперію з війни.
Атака Дарданелл сталася 19 лютого 1915 року обстрілом англо-французьким флотом портів півострова. Іноді переривалося через погану погоду, бомбардування тривало протягом 3 тижнів. Було зроблено кілька спроб знищити міни в протоці. 16 березня командувача операцією Секвілла Кардена, який пішов на лікарняний, змінив віце-адмірал Джон Де Робек. Через два дні флот Антанти спробував прорватися. У довгий битві з османськими береговими батареями, в тому числі пересувними гаубицями, кілька кораблів союзників виявилося на території мінного поля, не помітивши цього. До кінця дня англо-британський флот втратив три лінійних кораблі, в тому числі французький «Буве». 3 кораблі були сильно пошкоджені.
Британці хотіли повторити спробу, але був розроблений 2-й план. До 24 березня було вирішено, що війська повинні висадитися близько Дарданелл, щоб забезпечити можливість подальших дій військово-морського флоту Антанти. Протягом наступних 4-х тижнів був сформований англо-французький експедиційний корпус під командуванням Яна Гамільтона. Турки, в свою чергу, сформували 5-у польову армію для військових дій на півострові Дарданелли під командуванням німецького генерала Лімана фон Сандерса. Довготривалі укріплення з їх важкою артилерією перебували під контролем бригадного генерала Джеват-паші. Генерал Отто Ліман фон Сандерс командував 6-а дивізіями, дві з яких розмістив в азійській частині Туреччини, дві — на півдні півострова Дарданелли, ще дві — в області Булаїра у вузькому перешийку в північній частині півострова між Сароською затокою і Мармуровим морем.